# Motor en sèrie

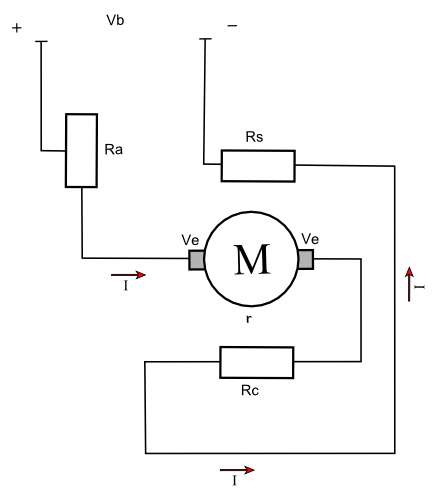
Esquema de tots els elements presents en un motor en sèrie i de connexió entre ells (R: Resistències, r: Resistència rotor, Vb: Voltatge en borns, Ve: Voltatge de pèrdua en escombretes i I: Intensitat).

El motor en sèrie o motor d'excitació en sèrie és un dels tipus de motor de corrent continu. La seva constitució elèctrica té tots els elements del circuit en sèrie, bobinats induïts i inductors. El motor en sèrie es caracteritza per tenir un elevat moment de rotació a l'arrancada i la seva velocitat és molt variable segons la càrrega, convertint-lo en un motor poc estable. És un motor perillós en cas de poder funciona sense càrrega, ja que en aquest cas s'embalarà perillosament. Una altra de les característiques d'aquest motor és que té una potència molt constant a pràcticament qualsevol velocitat i també l'afecten poc les variacions de tensió a l'alimentació, ja que un augment provoca que el corrent augmenti però el flux i la força contraelectromotriu l'estabilitzen.

## Fórmules
El funcionament del motor en sèrie es basa en els mateixos principis que qualsevol altre motor de corrent continu, això no obstant, la manera de calcular-lo no és igual perquè la col·locació dels elements és diferent; per això les seves fórmules són característiques.

### Voltatge en borns
La tensió elèctrica en borns del motor (útil per a trobar la força contraelectromotriu generada pel motor, entre d'altres) es calcula amb la següent fórmula, deduïble mitjançant la llei d'Ohm.
{\displaystyle V_{b}=E'+(r+R_{c}+R_{s})\cdot I+2\cdot V_{e}}

1. {\displaystyle V_{b}} és la tensió en borns del motor en volts.
2. E' és la força contraelectromotriu generada pels bobinats del rotor en volts.
3. r és la resistència pròpia dels enrotllaments en ohms.
4. {\displaystyle R_{c}} és la resistència d'un dels bobinats de l'inductor en ohms.
5. {\displaystyle R_{s}} és la resistència d'un dels debanats de l'inductor en ohms.
6. I és la intensitat que recorre el circuit (constant en tot el circuit, ja que està en sèrie) expressat en amperes.
7. {\displaystyle V_{e}} és el voltatge que perd el motor pel contacte amb les escombretes, en cas d'un motor bipolar 2 escombretes (la constant de davant depèn del nombre d'escombretes).

### Intensitat
El corrent que circula pel motor, quan està en funcionament nominal, es pot quantificar mitjançant la fórmula següent:
{\displaystyle I_{n}={\frac {V_{b}-2V_{e}-E'}{r+R_{c}+R_{s}}}}
1. {\displaystyle I_{n}} és la intensitat nominal que recorre el circuit del motor en amperes.
2. {\displaystyle V_{b}} és el voltatge en borns del motor en volts.
3. {\displaystyle V_{e}} és el voltatge que perd el motor pel contacte amb les escombretes, en cas d'un motor bipolar 2 escombretes (la constant de davant depèn del nombre d'escombretes).
4. E' és la força contraelectromotriu generada pels bobinats del rotor en volts.
5. r és la resistència pròpia dels enrotllaments en ohms.
6. {\displaystyle R_{c}} és la resistència d'un dels bobinats de l'inductor en ohms.
7. {\displaystyle R_{s}} és la resistència d'un dels debanats de l'inductor en ohms.

El corrent que circula pel motor quan està arrancant és significativament diferent al funcionament nominal. En el moment d'arrencar els debanats no generen una força contraelectromotriu i això fa que el corrent s'enfili a valors desorbitats que, òbviament, no són útils. Per això s'incorpora un reòstat d'arrancada {\displaystyle R_{a}} en sèrie per evitar que el corrent faci malbé el motor.

{\displaystyle I_{a}={\frac {V_{b}-2V_{e}}{r+R_{c}+R_{s}+R_{a}}}}

1. {\displaystyle I_{a}} és la intensitat d'arrencada que recorre el circuit del motor en primer moment expressada en amperes.
2. {\displaystyle V_{b}} és el voltatge en borns del motor en volts.
3. {\displaystyle V_{e}} és el voltatge que perd el motor pel contacte amb les escombretes, en cas d'un motor bipolar 2 escombretes (la constant de davant depèn del nombre d'escombretes. Per exemple en un motor tetrapolar, 4 escombretes per tant seria {\displaystyle -4V_{e}}).
4. r és la resistència pròpia dels enrotllaments en ohms.
5. {\displaystyle R_{c}} és la resistència d'un dels bobinats de l'inductor en ohms.
6. {\displaystyle R_{s}} és la resistència d'un dels debanats de l'inductor en ohms.
7. {\displaystyle R_{a}} és la resistència del reòstat d'arrancada en ohms.

D'aquesta fórmula també es pot deduir el valor del reòstat d'arrancada, en cas de saber quina intensitat volem tenir al circuit (que per estar permesa ha de rondar entre l'1,5 i el 2,5 més que el corrent nominal).